# 预产期
预产期（英語：Expected Date of Delivery or Estimated Due Date），缩写为EDD,是一个医学概念，用于预测孕妇的生产时间，即婴儿的出生时间。根据內格萊氏法則进行推算，一般为末次月经加280天。